# Сущёвский Вал
Сущёвский Вал — улица в Тверском и Мещанском районах Центрального административного округа и в районе Марьина Роща Северо-Восточного административного округа города Москвы. Проходит от площади Савёловского Вокзала (бывшей Бутырской Заставы) до Рижской площади (бывшей Крестовской Заставы), часть бывшего Камер-Коллежского вала и Третьего транспортного кольца.

## История
Возникла на участке Камер-Коллежского вала, примыкавшем к бывшему селу Сущёво (что и определило её название) в границах от Бутырской заставы до Шереметьевской улицы. До 1922 года называлась Камер-Коллежский Сущёвский Вал.
До проспекта Мира Сущёвский Вал был продлён только в середине семидесятых годов двадцатого века, причём трасса улицы частично была проложена по территории бывшего Лазаревского кладбища.

## Описание
Улица Сущёвский Вал проходит с запада на восток и составляет северную часть Третьего транспортного кольца Москвы, начинается от трёхуровневой Савёловской эстакады, которая соединяет её с улицей Нижняя Масловка (верхний уровень). Развязка также делит Новослободскую улицу и Бутырскую (средний уровень). На нижнем уровне проходят улица Бутырский Вал и железнодорожные пути Алексеевской соединительной линии (перегон Москва-Смоленская—Савёловская).
От Савёловской эстакады улица проходит на восток, пересекает Савёловский проезд (слева, здесь находится Миусское кладбище), Тихвинскую улицу (справа), улицу Двинцев и 4-й Стрелецкий проезд (слева), Новосущёвскую улицу и 1-й Вышеславцев переулок (справа), 2-ю Ямскую улицу (слева), улицу Образцова (справа), 1-ю Ямскую улицу (слева), Октябрьскую улицу, затем улицы Советской Армии (справа) и Шереметьевскую (слева), 2-ю улицу Марьиной Рощи (слева), Олимпийский проспект (справа), 4-ю улицу Марьиной Рощи (слева), улицу Верземнека и переходит в Рижскую эстакаду, которая проходит над улицей Гиляровского, Рижской площадью и проспектом Мира. Затем эстакада вновь спускается на первый уровень, откуда есть съезд на проспект Мира и 2-й Крестовский переулок и переходит во второй и более продолжительный участок эстакады — путепровод над железнодорожными линиями: Ленинградского направления (перегон Москва-Пассажирская—Рижская), Алексеевской соединительной ветки (перегон Москва-Каланчёвская—Ржевская) и Ярославского направления (перегон Москва-Ярославская—Москва III), под которым также проходит Водопроводный переулок. Эстакада Третьего транспортного кольца затем поворачивает на юго-восток и переходит в Гаврикову улицу.
Автомобильное движение по Сущёвскому валу — двухстороннее, дорожное полотно — восьмиполосное.

## Тоннели
- Между Октябрьской и Шереметьевской улицами Сущёвский Вал проходит по Шереметьевскому тоннелю, над которым находится крупная развязка Октябрьская улица/Шереметьевская улица/улица Советской Армии.

## Транспорт
- Станции метро «Савёловская» Серпуховско-Тимирязевской линии и «Савёловская» Большой кольцевой линии (начало улицы).
- Савёловский вокзал (начало улицы).
- Платформа «Савёловская» МЦД-4 на Алексеевской соединительной линии (начало улицы).
- Станции метро «Марьина Роща» Люблинско-Дмитровской линии и «Марьина Роща» Большой кольцевой линии (середина улицы).
- Платформа «Марьина Роща» Рижского направления МЖД, МЦД-2 и МЦД-4 (середина улицы).
- Станции метро «Рижская» Калужско-Рижской линии и «Рижская» Большой кольцевой линии (конец улицы).
- Платформа «Рижская» МЦД-2, МЦД-3 (строится) и МЦД-4 (строится) на Алексеевской соединительной линии (конец улицы).
- Рижский вокзал (конец улицы).
- Автобусы: т42, 418, с510.

## Примечательные здания и сооружения
По нечётной стороне:
- № 1 — Информационный центр персонифицированного учёта при Пенсионном фонде Российской Федерации (ИЦПУ ПФР)
- № 3/5 — первая очередь строительства (1939, архитектор И. Г. Безруков, архитектурно-проектная мастерская Моссовета № 3 под руководством И. А. Фомина) — жилой дом механического завода «Самоточка». Созданный под влиянием знаменитого произведения академика И. В. Жолтовского — дома на Моховой, проект подвергся критике архитектурного сообщества[1][2]. В доме жил артист Павел Массальский, дрессировщик Михаил Запашный с семьёй.[3] Вторая очередь строительства — 1955 год. К зданию пристроили 10-этажный корпус, выходящий фасадом на Сущевский Вал. В настоящее время в здании размещаются ГУП «Мосводосток», эксплуатационный гидротехнический район № 1; торговый дом «Инталия»; кинокомпания «Белый звук»; церковь евангельских христиан Преображение во Христе;
- № 5, строение 1 — Савёловский торговый комплекс, «Финансбанк Россия», Савёловское отделение;
- № 5, строение 2 — торговый дом «Гуин»; Национальная ассоциация производителей автомобильных компонентов (НАПАК); Ассоциация санаторно-курортное объединение «Курорты Подмосковья»;
- № 5, строение 1А — Савёловский выставочный компьютерный центр (в обиходе называемый Савёловский радиорынок);
- № 5, строение 15 — журнал «60 лет — не возраст»;
- № 12 — садоводческий центр «Подворье»;
- № 9, строение 1 — бизнес-центр «Каскад-мебель»;
- № 9 — производственное строительное управление «Стандарт-Промстрой»;
- № 13/1 — кожно-венерологический диспансер № 19 СВАО;
- Владение 19 — Миусское кладбище;
- № 21 — храм Святых мучениц Веры, Надежды, Любови и Софии на Миусском кладбище;
- № 23 — отделение связи № 18-И-127018;
- № 31, строение 2 — Чешский сервисный визовый центр
- № 33 — здание гаража (первоначально гараж ВАО «Интурист») архитектора К. С. Мельникова. Памятник архитектуры;
- № 41 — наркологический диспансер № 4 СВАО;
- № 47 — научно-производственная фирма «Люмэкс-защита»; типография «Полиграф-принт»; СУ-1; «Крафтстар»; трактир «На Ямской»;
- № 47, строение 1 — юридическая компания «Республика права»; «Раксет Строй XXI»; ресторан «АРТЭКС 21 ВЕК»; ГК «Пространство безопасности»; КТЦ «Школа первой помощи»;
- № 47, строение 2 — журнал «Работница»;
- № 49 — фабрика «Детская книга» (снесена);
- № 49, строение 1 — издательство «Классикс стиль»;
- № 65 — Всероссийский банк развития регионов;
- № 73, корпус 2 — Московское академическое художественное училище памяти 1905 года;
- № 75 — агентство Восточно-сибирские магистрали; Московская железная дорога, Московско-Смоленское отделение: железнодорожная станция «Москва-Рижская».

По чётной стороне:
- № 14/22, корпус 1—7 — жилой комплекс «Сущёвка» (1929, архитектор Б. Н. Блохин)[4];
- № 14/22, корпус 1 — центр занятости населения — отделение «Марьина Роща» СВАО;
- № 14/22, корпус 3 — памятник Сергею Кирову;
- № 14/22, корпус 7 — мировые судьи судебных участков № 313 и 314 Останкинского судебного района г. Москвы (обслуживает район Марьина Роща);
- № 18 — бизнес-центр «Новосущёвский» (архитекторы: Сергей Шестопалов, Борис Шабунин, Мария Литовская, проект центра — номинант премии «Дом года-2006»[5]);
- № 22 — ГУП «Телекомгуин»;
- № 46/59 — универмаг МСПО «Красная Пресня» (Марьинский Мосторг (1928—1929, архитектор К. Н. Яковлев));[4][6]
- № 60, корпус 2 — театр «Мир искусства»;
- № 62 — отделение связи № 272-И-129272; ООО «Энергостройинвест»;
- № 64 — издательства «Изобразительное искусство», «Полиграфист и издатель»; журналы «Полиграфия», «Российский печатник»; газета «Книжное обозрение»; Региональный общественный фонд содействия развитию культурных технологий;
- № 66 — библиотека № 46 им. А. С. Грибоедова (ЦДК) ЦАО;
- № 74 — гостиница «Холидэй Инн Москва Сущёвская».

## Галерея
| - Сущёвский Вал, дом 30 - Дом 33, Гараж Интуриста арх. К. С. Мельников - Вид на улицу Образцова - Вид на западную часть Сущёвского Вала |